# Petrus Johannes Blok
Petrus Johannes Blok (ur. 10 stycznia 1855 w Den Helder, zm. 24 października 1929 w Lejdzie) - historyk holenderski. 
Uczeń R.J. Fruina, profesor uniwersytetu w Groningen od 1884, w latach 1894–1925 w Lejdzie. Był on również założycielem holenderskiego instytutu historycznego w Rzymie (1904). Od 1911 był wydawcą holenderskiego słownika biograficznego. Blok zainicjował w Holandii badania źródeł obcych dotyczących tego kraju, znajdujących się w archiwach europejskich. Jako wynik poszukiwań w archiwach weneckich wydał Relazioni Veneziani (1909). W swojej Geschiedeni van het Nederlandsche volk (tomy 1-8 w latach 1892–1908) uwzględnił w szerokim zakresie historię gospodarczą.
Od 1892 był członkiem Królewskiej Holenderskiej Akademii Sztuk i Nauk.